# 霍洛斯基夫 (赫梅利尼茨基區)
49°22′51″N 27°20′35″E / 49.38083°N 27.34306°E
霍洛斯基夫（烏克蘭語：Голосків）是位於烏克蘭西部的村莊，由赫梅利尼茨基州裡赫梅利尼茨基區的梅吉比日市鎮負責管轄。該村始建於1832年，面積4.4平方公里，海拔高度275米，2024年人口1,120，人口密度每平方公里305.9人。
社區護照 （页面存档备份，存于）